# Danaus chrysippus
Danaus chrysippus, monarszka rani – gatunek motyla z rodziny rusałkowatych, podrodziny danaidowatych. Występuje w Afryce, Azji, na niektórych wyspach Oceanu Spokojnego i w Australii. Nie jest sklasyfikowany przez IUCN. 

## Taksonomia
Po raz pierwszy gatunek opisał Karol Linneusz w Systema Naturae. Nowemu gatunkowi nadał nazwę Papilio chrysippus. Holotyp według Linneusza pochodził z Egiptu, co było błędną informacją – pozyskany został w Kantonie. Współcześnie gatunek klasyfikowany jest w rodzaju Danaus. Pierwszy raz podziału na podgatunki dokonał Talbot w 1943. Wyróżnił trzy podgatunki, jednak tylko w populacji afrotropikalnej. Smith et al. (2005) zasugerowali podział na trzy podgatunki: D. c. chrysippus (Linnaeus, 1758), D. c. alcippus (Cramer, 1777) i D. c. orientis (Aurivillius, 1909). Zdaniem autorów D. c. dorippus zasługiwał na wyróżnienie w odrębnym gatunku, co przedstawili w publikacji z 2005, jednak w 2010 znów uplasowali go wśród podgatunków D. c. chrysippus. Braby et al. (2015) podali w wątpliwość pewność, z jaką klasyfikowano podgatunki tego motyla. Zdaniem tych autorów (2012) pojęcie podgatunku jest przeżytkiem w przypadku D. chrysippus. W kariotypie D. chrysippus 2n=60 lub 59.
D. chrysippus jest pierwszym w historii uwiecznionym motylem. Przedstawiony został na fresku w Luksorze około 3,5 tysiąca lat temu.

## Morfologia
Rozpiętość skrzydeł podawana jest różnie w zależności od źródła: 61–85 mm (Park Narodowy Jima Corbetta, Indie), 70 mm a niekiedy znacznie mniej (Półwysep Przylądkowy), 74,7–76,1 mm (Iran). Długość tułowia zmierzona u 10 osobników wynosiła od 22,1 do 25,05 mm. Długość czułek u osobników z Iranu wynosi 11,9–12,1 mm. Wśród D. chrysippus występuje polimorfizm, zarówno we wzorach, jak i ubarwieniu. Pod względem genetycznym cechy te zależą od genów położonych na trzech loci: A (warunkujący wzór na tylnym skrzydle), B (warunkujący barwę tła) i C (warunkujący wzór na przednim skrzydle). Przednie skrzydła mogą mieć czystą brązową lub pomarańczową barwę oraz, nie zawsze, białą plamę. Homozygota recesywna aa ma dużą białą plamę, zaś dominujący allel A odpowiada za redukcję tej plamy – heterozygoty mają zmiennego ubarwienia tylne skrzydło, np. małą białą plamę, biel tylko wokół żyłek czy pozbawione bieli skrzydło. Barwa tła może być brązowa (allel B) lub pomarańczowa (homozygota recesywna bb). Heterozygoty mają zmienną barwę tła: brązowe przednie skrzydła i nieco brązu na krawędzi tylnych skrzydeł, natomiast środek skrzydeł tylnych może być całkowicie brązowy jak u BB. W przypadku skrzydła przedniego mogą być obecne białe plamy (homozygota recesywna cc) lub może ich brakować (dominujący allel C). Samce i samice różnią się ilością czarnych plam na tylnym skrzydle: 4 u samców, 3 u samic.

## Zasięg występowania
Danaus chrysippus występuje na kilku kontynentach. W Afryce spotykany jest na terenie krainy etiopskiej (wyjątek: Egipt i kraje wybrzeża Morza Śródziemnego): w Afryce subsaharyjskiej oraz przyległych wyspach (Wyspy Zielonego Przylądka, Madagaskar, Komory, Maskareny, Seszele oraz, dalej na oceanach, Aldabra i Wyspa Świętej Heleny). Występuje na Półwyspie Arabskim, a w pozostałej części Azji na Bliski Wschodzie i w południowych częściach kontynentu. Obecny jest na Andamanach i Nikobarach, Cejlonie, Filipinach i Borneo. W Europie występuje w Basenie Morza Śródziemnego: w Hiszpanii (od 1980 – pierwsza europejska populacja), Grecji, we Włoszech, na Malcie, Korsyce, Sardynii i Wyspach Kanaryjskich. Na początku XXI wieku odnotowany w Wielkiej Brytanii, w 1983 – na Sycylii.

## Ekologia i zachowanie

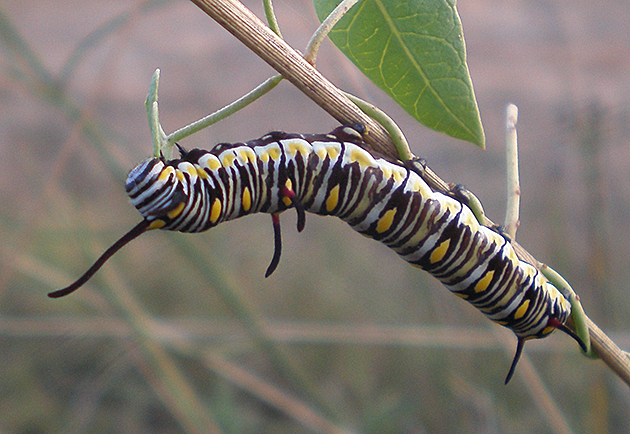
Gąsienica D. chrysippus

Motyle D. chrysippus zamieszkują różnorodne środowiska, od poziomu morza po obszary wysokogórskie. Unikają gęstych lasów, jednak mogą w nich tymczasowo przebywać podczas pory suchej. Latają powoli, gdyż są nieatrakcyjne w smaku dla drapieżników. Osobniki obydwu płci często żerują na kwiatach, ponadto samce bywają widywane podczas spijania błota (mud-pudddling), rzadko na odchodach ssaków mięsożernych. Na Madagaskarze przedstawiciele D. chrysippus również występują w różnorodnych środowiskach. Prowadzą spokojniejszy tryb życia, niż afrykańskie D. chrysippus, wiele czasu spędzają siedząc na pnączach o silnym zapachu pochodzącym od alkaloidów pirolizynowych. Te związki pochodzenia roślinnego kumulują się zarówno u samców, jak i u samic. U samców część z nich przekształcana jest w związki pochodne biorące udział w zalotach.

### Rozród
W jednym z siedlisk w Andhra Pradesh (południowo-wschodnie Indie) aktywność rozrodcza miała miejsce cały rok, z największym nasileniem we wrześniu i listopadzie. W południowej Afryce aktywność dorosłych motyli można zaobserwować cały rok, jednak najsilniej widoczna jest pod koniec lata i na początku jesieni. U D. chrysippus występuje 5 stadiów rozwoju larwalnego. Gąsienice tuż przed przepoczwarzeniem mierzą około 5 cm długości. Jedzą rośliny zawierające związki toksyczne dla potencjalnych drapieżników. Ich jaskrawe barwy stanowią ostrzeżenie – ciało gąsienicy pokrywają czarne i żółte pasy. W trzech miejscach, mniej więcej na początku i końcu oraz w połowie ciała, znajdują się mięsiste wypustki, u nasady czerwone. Poczwarki mają barwę zieloną, ozdobione są srebrzystymi plamkami. Jaja srebrzystobiałe. Składane są w liczbie 1–2 na liść, zarówno na spodzie, jak i wierzchu liścia. Mają 1,9–2,1 mm szerokości i 0,9–1,1 mm wysokości. Larwy wykluwają się 4–5 dni od złożenia jaj (według innego źródła 2–3 dni).